# Barokní hudba

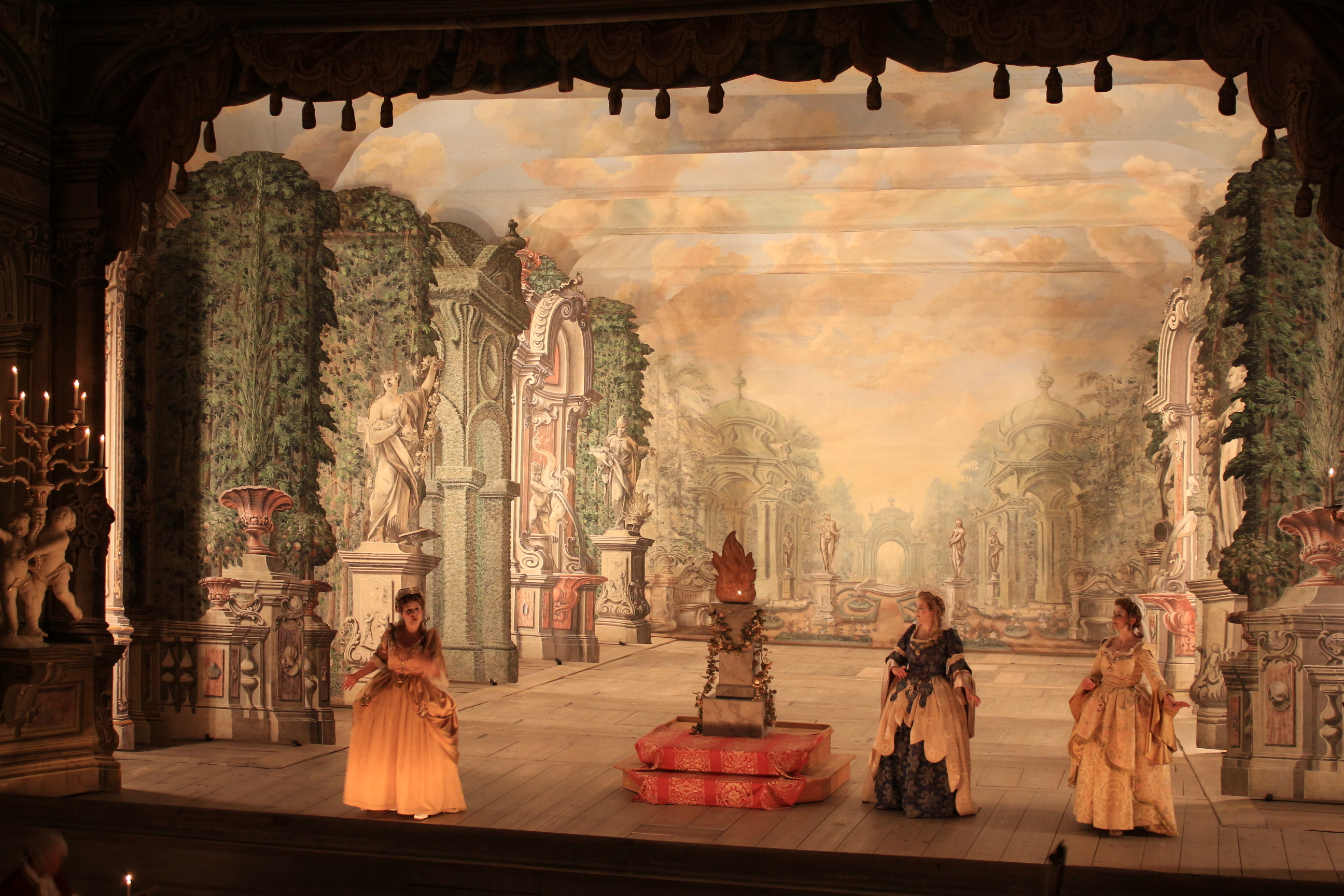
Barokní divadlo na zámku v Českém Krumlově. (Scéna z opery Il natale d’Augusto Antonia Caldary, říjen 2017)

Barokní hudba je období a styl klasické hudby přibližně od roku 1600 do roku 1750, který vznikl v západní Evropě. Tato éra následovala po epoše renesanční hudby a po ní následovala období klasicismu, přičemž galantní styl znamenal přechod mezi barokem a klasicismem. Období baroka se dělí na tři hlavní fáze: ranou, střední a pozdní. Časově se překrývají a jsou konvenčně datovány od roku 1580 do roku 1650, od roku 1630 do roku 1700 a od roku 1680 do roku 1750. Barokní hudba tvoří významnou část západního kánonu "klasické hudby" a je dnes hojně studována, provozována a poslouchána. Termín "baroko" pochází z portugalského slova barroco, což znamená "perla nepravidelných tvarů". Za vrchol barokního období jsou považována díla Georga Friedricha Händela a Johanna Sebastiana Bacha. Mezi klíčové skladatele období baroka patří Claudio Monteverdi, Domenico Scarlatti, Alessandro Scarlatti, Antonio Vivaldi, Henry Purcell, Georg Philipp Telemann, Jean-Baptiste Lully, Jean-Philippe Rameau, Marc-Antoine Charpentier, Arcangelo Corelli, François Couperin, Heinrich Schütz, Jan Dismas Zelenka a další.

## Charakteristika
V období baroka se zavedla do běžné praxe tonalita, přístup k psaní hudby, kdy je skladba nebo dílo napsáno v určité tónině; tento typ harmonie se v klasické a populární hudbě hojně používá dodnes. V době baroka se od profesionálních hudebníků očekávalo, že budou zdatnými improvizátory jak sólových melodických linek, tak doprovodných partů. Barokní koncerty obvykle doprovázela skupina basso continuo (tvořená z hráčů hrajících na nástroje akordy, například cembalisty a loutnisty, kteří improvizovali akordy z figurovaného basového partu), zatímco skupina basových nástrojů - viola da gamba, violoncello, kontrabas - hrála basovou linku. Charakteristickou barokní formou byla taneční suita. Zatímco skladby v taneční suitě byly inspirovány skutečnou taneční hudbou, taneční suity byly určeny čistě k poslechu, nikoli k doprovodu tanečníků.

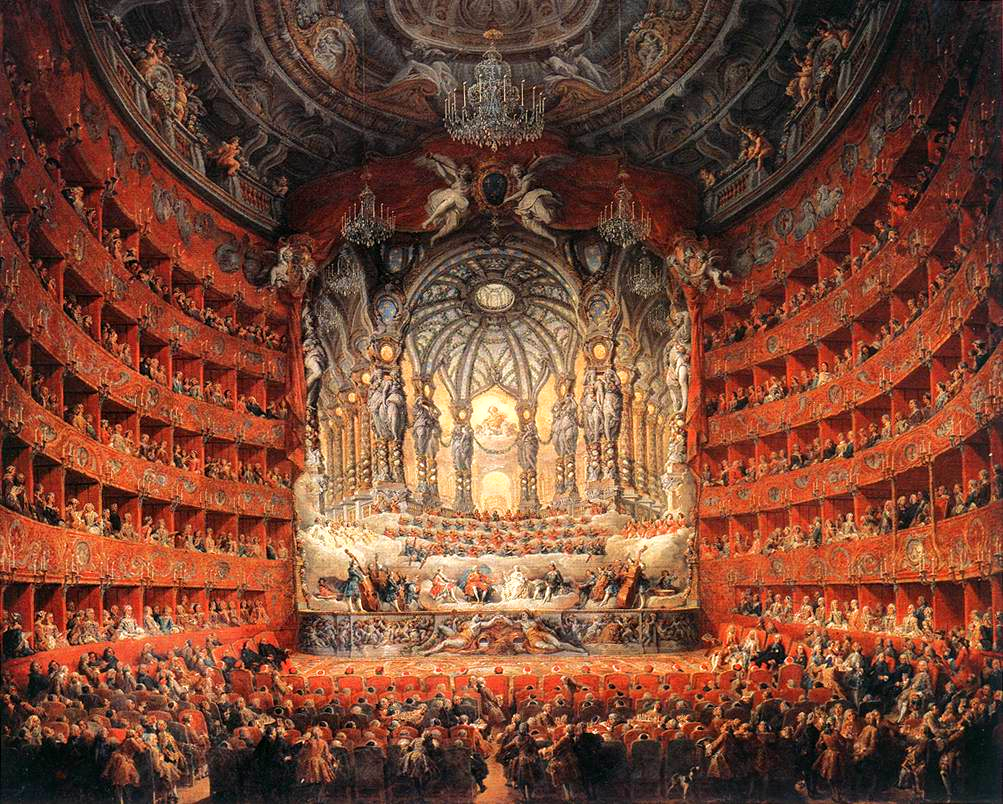
Malba zachycující interiér barokního divadla Argentina v Římě. Autorem obrazu s názvem Festa musicale z roku 1747 je Giovanni Paolo Pannini

V tomto období skladatelé experimentovali s hledáním plnějšího zvuku jednotlivých nástrojových partů (vznikl tak orchestr), prováděli změny v notovém zápisu (rozvoj figurovaného basu jako rychlého způsobu zápisu akordického průběhu skladby nebo díla) a vyvíjeli nové techniky hry na nástroje. Barokní hudba rozšířila velikost, rozsah a složitost instrumentální hry a také zavedla smíšené vokálně-instrumentální formy, jako je opera, kantáta a oratorium, a instrumentální formy sólového koncertu a sonáty jako hudebních žánrů. Důležitou součástí mnoha barokních sborových a instrumentálních děl byla hutná a složitá polyfonní hudba, v níž se současně ozývá vícero nezávislých melodických linií (oblíbeným příkladem je fuga). Celkově byla barokní hudba nástrojem pro vyjadřování a komunikaci.
Nejvýznamnějšími skladateli v českých zemích v období baroka byli Adam Václav Michna z Otradovic, Pavel Josef Vejvanovský, Jan Dismas Zelenka, František Antonín Míča či Bohuslav Matěj Černohorský.

## Původ
Termín baroko, přejatý z dějin umění, je odvozen z portugalského slova barroco, tzn. perla nepravidelných tvarů. V tomto případě platí označení pro nabubřelost starého umění, barokní hudba platila za harmonicky zmatenou, melodicky obtížnou a kostrbatou. Teprve 19. století přineslo kladné hodnocení baroka.
Styl hudby se s rokem 1600 skutečně změnil, zároveň se ale držela při životě původní polyfonie, takže existovaly souběžně dva styly (stile antico, stile moderno). Kolem roku 1600 se navíc objevují nové hudební žánry, jako například opera. Kolem roku 1750 (úmrtí J. S. Bacha) proběhla další, poněkud méně patrná změna, kolem roku 1730 se hudba zjednodušila, stala se více přirozenou, kolem roku 1780 mluvíme již o klasicismu.
Barokní hudba, která představovala naplnění zcela nových ideálů, se výrazně lišila od hudby renesanční. Obecně lze říci, že barokní hudba je charakteristická polaritou sopránu a basu. Tyto dva hlasy provádějí základní melodii v kontrapunktu a ostatní hlasy slouží jako harmonická výplň, doprovod. Pro barokní hudbu je typická zpěvnost, zcela záměrná líbivost a emocionální působivost – hlavním úkolem barokní hudby je přenášet pocity na posluchače, působit.

## Teorie

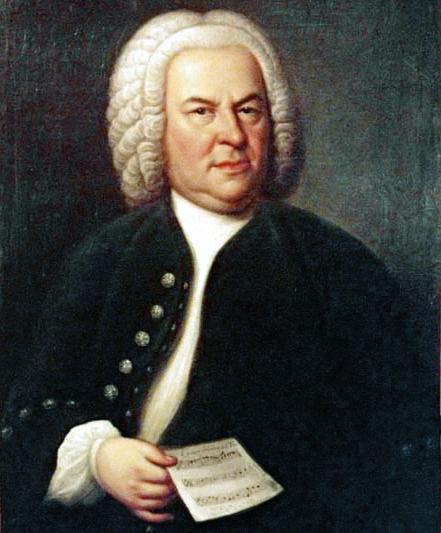
Johann Sebastian Bach, jeden z největších skladatelů baroka

Teorií hudby barokního období se zabývali hudebníci, kteří přinášeli nové myšlenky, jimiž se nový styl odlišoval od starší, renesanční hudby. Mezi nejvýznamnější nové prvky v barokní hudbě představoval mohutný rozvoj kontrapunktu. Nejvýznačnější teoretická pojednání na toto téma napsali Johann Mattheson (Der vollkommene Capellmeister) či Johann Joseph Fux (Gradus ad Parnassum) ad., kteří navazovali na teoretická pojednání Le istitutioni harmoniche Gioseffa Zarlina ad.

## Hudební představy
Baroko obnovuje představu antické harmonie sfér (z řeckého sphaira = koule). Navrací se zpět k pythagorejcům, kteří věřili, že pohyb hvězd vydává zvuk, tóny, přestože už Aristotelés takovou možnost popíral kvůli nedostatku tření ve vesmíru. Johannes Kepler srovnává rozdílné rychlosti pohybů planet na jejich drahách v přiblížení a vzdálení od Slunce. To mu dává jisté číselné poměry, jež odpovídají hudebním intervalům.
Většina klasifikací hudby vychází z Boëthiových teorií, v nichž rozdělil hudbu na musica mundana, musica humana, musica instrumentalis a musica theorica a practica.

## Skladatelé období baroka
V období baroka bylo velmi mnoho skladatelů, mezi nimiž jsou zřejmě všeobecně známi Georg Friedrich Händel, Antonio Vivaldi, Johann Sebastian Bach, Jean-Baptiste Lully, Georg Philipp Telemann, Alessandro Scarlatti, Arcangelo Corelli a mnoho dalších.

### Itálie
- Felice Alessandri
- Gaetano Andreozzi
- Pasquale Anfossi
- Giovanni Battista Borghi
- Riccardo Broschi
- Giulio Caccini
- Antonio Caldara
- Matteo Capranica
- Rinaldo da Capua
- Domenico Cimarosa
- Maria Rosa Coccia
- Giovanni Battista Costanzi
- Pasquale Errichelli
- Francesco Feo
- Carlo de Franchi
- Baldassare Galuppi
- Giuseppe Giordani (zv. "Giordaniello")
- Christoph Willibald Gluck
- Pietro Alessandro Guglielmi
- Niccolò Jommelli
- Nicola Bonifacio Logroscino
- Gennaro Manna
- Giovanni Masi
- Saverio Mercadante
- Ambrogio Minoja
- Claudio Monteverdi
- Carlo Monza
- Giovanni Battista Pergolesi
- Giovanni Domenico Perotti
- Niccolò Piccinni
- Nicola Porpora
- Antonio Sacchini
- Domenico Natale Sarro
- Giuseppe Sarti
- Alessandro Scarlatti
- Giuseppe Scarlatti
- Alessandro Stradella
- Angelo Tarchi
- Giuseppe Tartini
- Domingo Terradellas
- Giacomo Tritto
- Salvatore Viganò
- Antonio Vivaldi

### Francie
- Christoph Willibald Gluck
- Jean-Baptiste Lully
- Jean-Philippe Rameau
- Marc-Antoine Charpentier

### Německé země
- Hudební rod Bachových, z nichž nejslavnější byl Johann Sebastian Bach
- Heinrich Ignaz Franz Biber
- Johann Joseph Fux
- Georg Friedrich Händel
- Johann Heinrich Schmelzer
- Georg Philipp Telemann
- císař Leopold I.

## České země

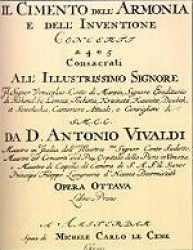
Titulní strana sbírky koncertů Il cimento dell'armonia e dell'inventione s věnováním hraběti Václavovi z Morzinu

České země v období baroka začaly dohánět náskok evropské špičky a v tomto období se vlastně prvně významněji zapsaly do dějin hudby. Prostředí českého hudebního baroka bylo významně vázáno na císařský dvůr ve Vídni. Velký podnět české hudbě přinesla korunovace císaře Karla VI. českým králem v roce 1723, během níž se Praha rozzářila řadou skvělých barokních kompozic, zvláště oper a oratorií. Vrcholem byla pražská premiéra korunovační opery Costanza e Fortezza (Stálost a síla), již zkomponoval vrchní císařský kapelník a velká osobnost tehdejší hudební Evropy, Johann Joseph Fux, mj. učitel Jana Dismase Zelenky. Z důvodu nemoci skladatele pražskou premiéru řídil Antonio Caldara.
Významným způsobem do rozvoje houslové hry přispěl skladatel a virtuos Heinrich Ignaz Franz Biber, či v Praze působící houslový virtuos Johann Heinrich Schmelzer, kapelník a přítel císaře Leopolda I., který byl sám vynikajícím skladatelem.
Od dětství žil na různých místech v severních Čechách také pozdější významný operní skladatel Christoph Willibald Gluck. Své první hudební vzdělání získal na lobkovickém zámku Jezeří. V mládí pak studoval na pražské univerzitě a v Praze strávil asi tři roky, svá studia však zřejmě nedokončil. Poté pokračoval dále jako příležitostný hudebník, nejprve do Vídně, poté do Itálie a dále Francie.
Významné místo v historii české hudby zaujímá také benátský skladatel Antonio Vivaldi, jehož hudba byla v Čechách nesmírně populární již za jeho života. Přímo pro Prahu zkomponoval své opery Argippo (RV 697 uvedena na podzim 1730) a pasticcio Alvilda, Regina dei Goti (uvedena na jaře 1731), kdy představení zřejmě řídil sám autor, jenž zřejmě tehdy delší dobu pobýval v Praze. V českých archivech je dochováno mnoho unikátních zápisů jeho děl. Některé byly také napsány přímo na objednávku českých šlechticů: např. loutnové skladby pro hraběte z Vrtby. Hraběti Václavovi z Morzinu je dokonce dedikováno Vivaldiho nejslavnější dílo Il cimento dell'armonia e dell'inventione (Souboj harmonie s invencí – op. 8), které obsahuje slavné koncerty Čtvero ročních dob. Velký vliv měl Vivaldi i na tvorbu českých skladatelů té doby, např. na Bohuslava Matěje Černohorského.

### Barokní opera na Moravě
Na Moravě se pak rozvinula velmi bohatá operní činnost. Mezi nejvýznamnější místa, kde se provozovala barokní operní tvorba byly zámky:
- Jaroměřice nad Rokytnou (František Antonín Míča u hraběte Questenberga)
- Holešov (František Xaver Richter u hraběte z Rottalu)
- Kroměříž (arcibiskup olomoucký)
- Mikulov
- Náměšť nad Oslavou (hrabě Haugvic)
- Vyškov
- Kuks (hrabě Špork) ad.

### Nejvýznamnější skladatelé období baroka z Českých zemí
Nejvýznamnějšími českými skladateli období baroka byli:
- Adam Václav Michna z Otradovic
- Pavel Josef Vejvanovský
- Jan Dismas Zelenka
- František Antonín Míča
- Bohuslav Matěj Černohorský
- Šimon Brixi.

V této době má také původ pražská vodní slavnost Svatojánské slavnosti Navalis (Musica navalis in honorem Sancti Ioannis Nepomuceni) k poctě svatého Jana Nepomuckého, kterou zavedli cyriaci – křižovníci s červeným srdcem.

## Kulturní a společenské souvislosti
Nástup barokní hudby je možno sledovat po celé 16. století, ale teprve na jeho konci se dá mluvit o skutečném začátku hudebního baroka. Toto postupné převládání barokní hudby bylo důsledkem několika důležitých procesů:
- Sílící důraz na jednu hlavní melodii – tato melodie byla povětšinou v nejvyšším hlase. V souladu s touto myšlenkou byly upravovány renesanční skladby, kde byl ponechán jeden hlavní hlas a zbylé hlasy tvořily pouze doprovod.
- Humanistická tvorba
- Hudební divadlo
- Reformace – reformace a vznik nových církví kladly nové nároky na hudbu jako způsob komunikace s věřícími. Reformací byl narušen kulturní monopol katolické církve a ta usilovala o znovuzískání vlivu. Klíčový byl v tomto smyslu Tridentský koncil. Jeho závěry se týkaly církve a společnosti obecně. Zde se zmíníme o závěrech tridentského koncilu, co se týče hudby. V zájmu protireformačního úsilí byly odsouhlaseny zásady, které byly dříve nemyslitelné a které z významné části definovaly barokní hudbu: emocionální působivost a srozumitelnost. Bylo také povoleno používat národních jazyků při bohoslužbách a oficiálně byly povoleny i jiné žánry (lidové frašky, duchovní písně).

## Hudební nástroje
Barokní nástroje zahrnovaly některé nástroje z dřívějších období (např. niněra a zobcová flétna) a řadu nových nástrojů (např. hoboj, fagot, violoncello, kontrabas a fortepiano). Některé nástroje z předešlých období se přestaly používat, jako je šalmaj, citara, rankett a barokní pozoun.
Mezi klíčové barokní strunné nástroje patřily housle, viola da gamba, viola, viola d'amore, violoncello, kontrabas, loutna, theorba (která často hrála part basso continua), mandolína, barokní kytara, harfa a niněra. Mezi dechové nástroje patřila barokní flétna, barokní hoboj, zobcová flétna a fagot. Do žesťových nástrojů náleží cink, naturhorn (přírodní roh), barokní trubka, serpent a pozoun. Klávesové nástroje zahrnovaly klavichord, tangentní klavír, cembalo, varhany a později v období i fortepiano (časná verze klavíru). Bicí nástroje zahrnovaly tympany, vířivé bubny, tamburíny a kastaněty.
V lidové hudbě se užívají tzv. nástroje venkovanů a potulných muzikantů, jedná se o oktávové housle, niněru, kytaru, cimbál, grumle, příčnou píšťalu, flažolet (=zobcová flétna), šalmaj, dudy, krumhorn (zakřivený roh, z něm. krumm křivý a Horn roh), buben, kastaněty, xylofon, zvonky, řehtačky a další.

## Hudebně-strukturální inovace
Barokní hudba přináší některé nové jevy a kompoziční principy: dur-mollovou harmonii, generálbas (basso continuo), koncertantní princip, monodii, moderní systém taktů.

## Hodnocení barokní hudby
Německo-americký muzikolog Manfred Bukofzer v knize Hudba v období baroka vysvětluje některé důležité aspekty barokní hudby takto:
„(...) Renesanční i barokní hudba znala zobrazování slov (...). Obě období se ve skutečnosti přidržovaly toho samého principu, ale podstatně se lišily v metodě jeho uplatnění. Renesance oblibovala zdrženlivé a vznešené jednoduché city, baroko zase extrémní emoce, od prudké bolesti až po bezuzdnou radost. Vyjádření extrémních vášní si samozřejmě vyžadovalo bohatší zásobu výrazových prostředků, než jakou měli v předcházejícím období. (...) [V renesanci se] slova jako „nebesa“ a „vlna“ často znázorňují vysokými tóny a zvlněnými křivkami. Camerata vůči takovému „puntičkářství“ zaujímala opovržlivý postoj a trvala na tom, aby hudba vyjadřovala smysl celé pasáže a ne jen smysl jednoho slova. Výsledkem těchto teoretických diskusí byl vznik recitativu (...).
(...) Je příznačné, že vedoucí osobnosti Cameraty – Bardi a Corsi – byli aristokratičtí amatéři, kteří se pokoušeli komponovat. Amatéři bývají méně spoutáni tradicí, a proto se snadněji přikloní k realizaci nových idejí. Vliv diletantů byl při formování barokní hudby stejně rozhodujícím faktorem, jako při vznikání klasicistního stylu za časů Bachových synů. Tvrzení Cameraty, že renesanční hudba není schopná napodobit emocionální náboj slova, vyplývalo tedy z její amatérské podstaty a renesanční teoretici pospíchali toto tvrzení vyvrátit. Důvod, proč obhájci staré a nové školy nebyli schopní najít společnou řeč, je jasný. Když mluvil barokní skladatel o citech, měl na mysli extrémní a prudké emoce, jaké renesanční skladatel považoval za nevhodné, takže se celý spor odehrává ve dvou různých rovinách, které neměly styčné body (...).
(...) Nejpozoruhodnější rozdíl mezi renesanční a barokní hudbou se projevuje v zacházení s disonancemi (...). V renesanční hudbě se všecky disonance realizovaly buď na lehkých dobách jako přechodné tóny, nebo jako průtah na těžkých dobách. Harmonický efekt kombinace hlasů vznikal spíš jako soubor intervalů a ne jako akordické uspořádání. Tato intervalová harmonie renesance se diametrálně lišila od akordické harmonie baroka. Akordická koncepce harmonie umožnila volně zavést do akordu disonantní tón za předpokladu, že akord měl jasně určenou stavbu. Bas, který v barokní hudbě zastupoval akordy, umožnil takto horním hlasům vytvářet disonance volněji než předtím. Rozvedení disonance na akordický tón probíhalo (...) krokem dolů nebo nahoru. Tato alternativa dokumentuje novinku v barokní hudbě – je jí volnost ve vedení melodie, která už nebyla spoutaná renesančním pravidlem, že všecky disonance se musí rozvádět sestupným pohybem.
(...) Staré zacházení s disonancí se v barokní hudbě zachovalo jen v oblasti „stile antika“. Protože tento styl úzce souvisel s chrámovou hudbou, barokní hudebníci si absenci moderního zacházení s disonancí vysvětlovali jako typický příznak sakrálního stylu. (...) Názor, že určitý styl je pro chrámovou hudbu vhodnější než jiný, pochází z baroka, které už si existenci stylů uvědomovalo – a ta samá myšlenka nás ovlivňuje ještě dnes. (...) Ve stylové jednotě renesanční hudby spočívalo tajemství její síly, ne slabosti.
Barokní zacházení s disonancí záviselo od hlasu, který mohl nést akordy [tedy od basu], v důsledku čeho si bas vysloužil víc pozornosti než kdykoli předtím. (...) Zvláštní podoba, kterou musel bas přijmout (...) [měla také charakteristický] název: generální bas nebo basso continuo. Baroko se začíná a končí takřka přesně tehdy, jako éra generálního basu.“

## Interpreti barokní hudby /Hudební soubory
Ars rediviva, soubor založený roku 1951 flétnistou a muzikologem Milanem Munclingerem, byl prvním českým komorním souborem, který se soustavně věnoval interpretaci barokní hudby a zabýval otázkami historicky poučené interpretace. Nyní jsou nejvýznamnějšími interprety barokní hudby: Musica Florea, Collegium 1704, Ensemble Inégal, Collegium Marianum, Czech Ensemble Baroque, Barocco sempre giovane, Le Poème Harmonique a další.